# Ravna Gora (Varna)
Ravna Gora es un pueblo en el municipio de Avren, en la Provincia de Varna, en el nordeste de Bulgaria.